# Napalm Death
I Napalm Death sono un gruppo musicale grindcore/death metal formatosi a Meriden, vicino a Birmingham, Regno Unito, nel 1981 da Miles Ratledge e Nicholas Bullen. La band è da molti accreditata come l'inventrice del grindcore, sebbene nel corso degli anni il loro sound si sia avvicinato al death metal. Nessuno dei membri originali è attualmente parte del gruppo, infatti la storia della band è caratterizzata da continui cambi di formazione.
I componenti che hanno abbandonato il gruppo sono andati a formare altre band molto importanti, come i Carcass, i Godflesh, i Cathedral, gli Scorn e i Curse of the Golden Vampire. Inoltre, i membri che si sono aggiunti nel tempo hanno a loro volta formato altri gruppi come i Painkiller, i Brujeria, i Venomous Concept, i Lock Up, i Meathook Seed e gli Jesu.
Dagli albori degli anni novanta, il gruppo ha raggiunto una certa stabilità, con la formazione costituita da Mark "Barney" Greenway alla voce, Shane Embury al basso, Mitch Harris alla chitarra e Danny Herrera alla batteria. Il chitarrista Jesse Pintado è stato un altro membro permanente dal 1989 fino al 2004 (due anni dopo morirà per una malattia al fegato).
La band è entrata nel libro del Guinness dei Primati nel 1987 per aver registrato la canzone più corta della storia, You Suffer, che dura precisamente 1,316 secondi.

## Storia

### 1981-1986

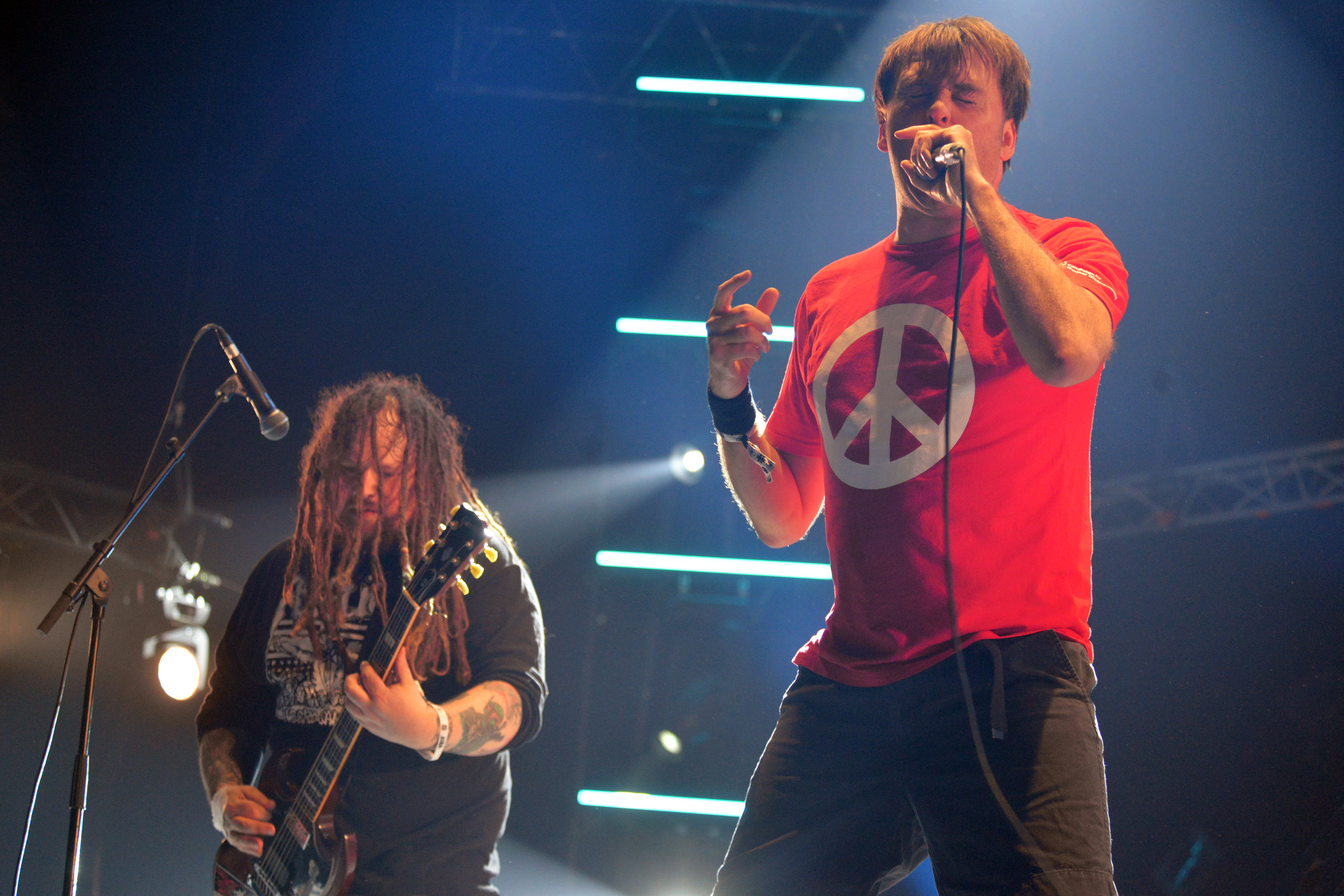
John Cooke e Mark Greenway all'Hellfest 2018

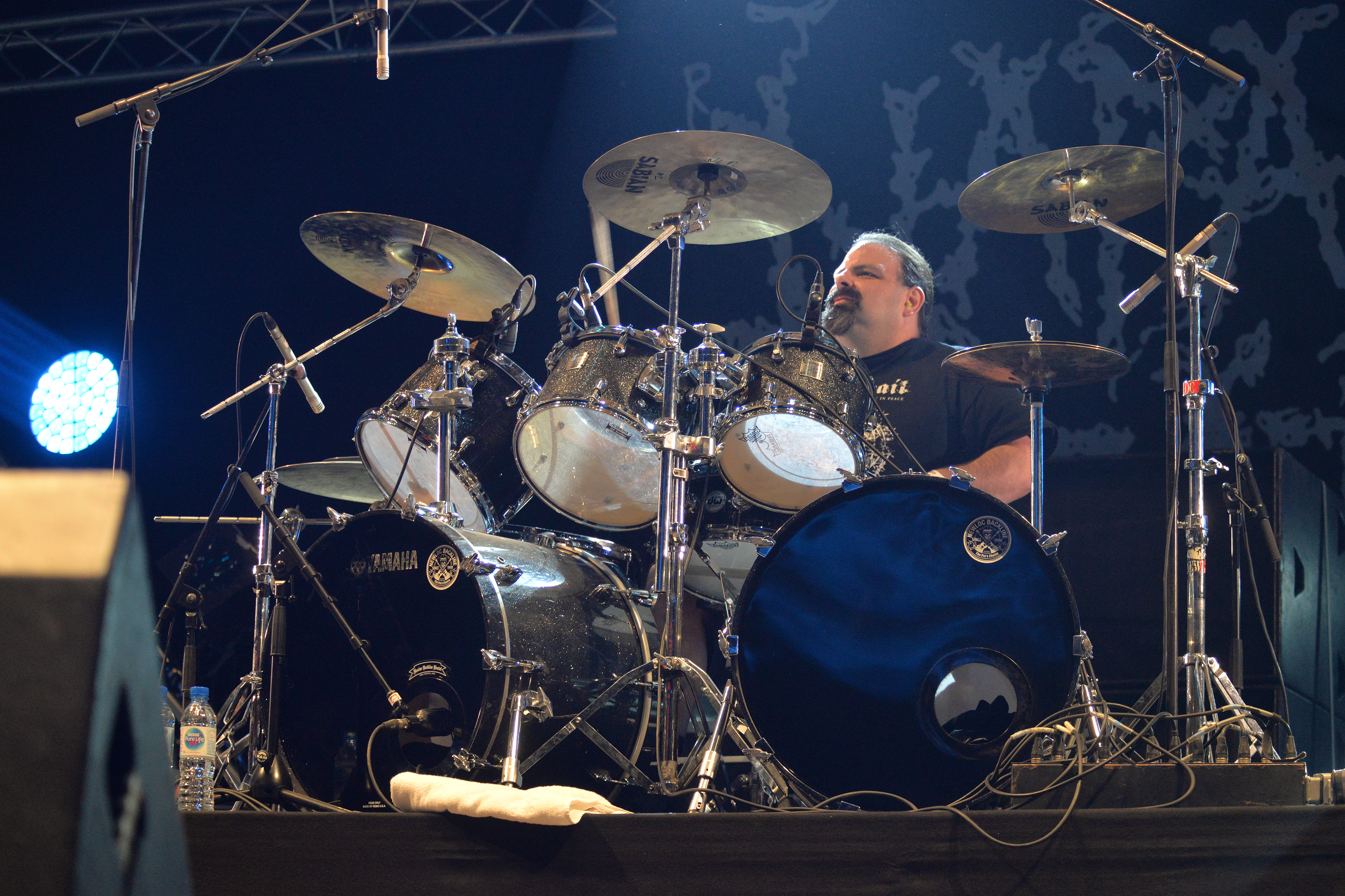
Danny Herrera

I Napalm Death nacquero a Birmingham, nel Regno Unito, nel 1981, come gruppo hardcore punk fondato dagli studenti delle scuole superiori Nic Bullen, Miles Ratledge, Daryl Fedeski e altri amici che incontrarono a scuola. Inizialmente venne scelto il nome di "Civil Defence", e il gruppo era influenzato soprattutto dall'anarcho punk, e dal crust punk  di gruppi come gli Amebix ed i Crass. La band registrò alcuni demo, e contribuì alla compilation Bullshit Detector Volume 3, pubblicata dalla Crass Records.
Nel frattempo il giovane chitarrista Justin Broadrick stava suonando in un progetto chiamato "Final". Nic Bullen incontrò Broadrick in un negozio di dischi di Birmingham. Visti gli stessi interessi (punk, metal, Throbbing Gristle) Justin entrò presto a far parte del gruppo. Era il maggio del 1985, e con questo nuovo inserimento vennero aggiunte le prime influenze metal. In seguito registrarono un demo, Hatred Surge, sul quale i vari componenti si presentavano con buffi pseudonimi. La formazione descritta sul demo era: Nik - Vox, Just - Guitar, Nuts - Bass, Rat - Drums.

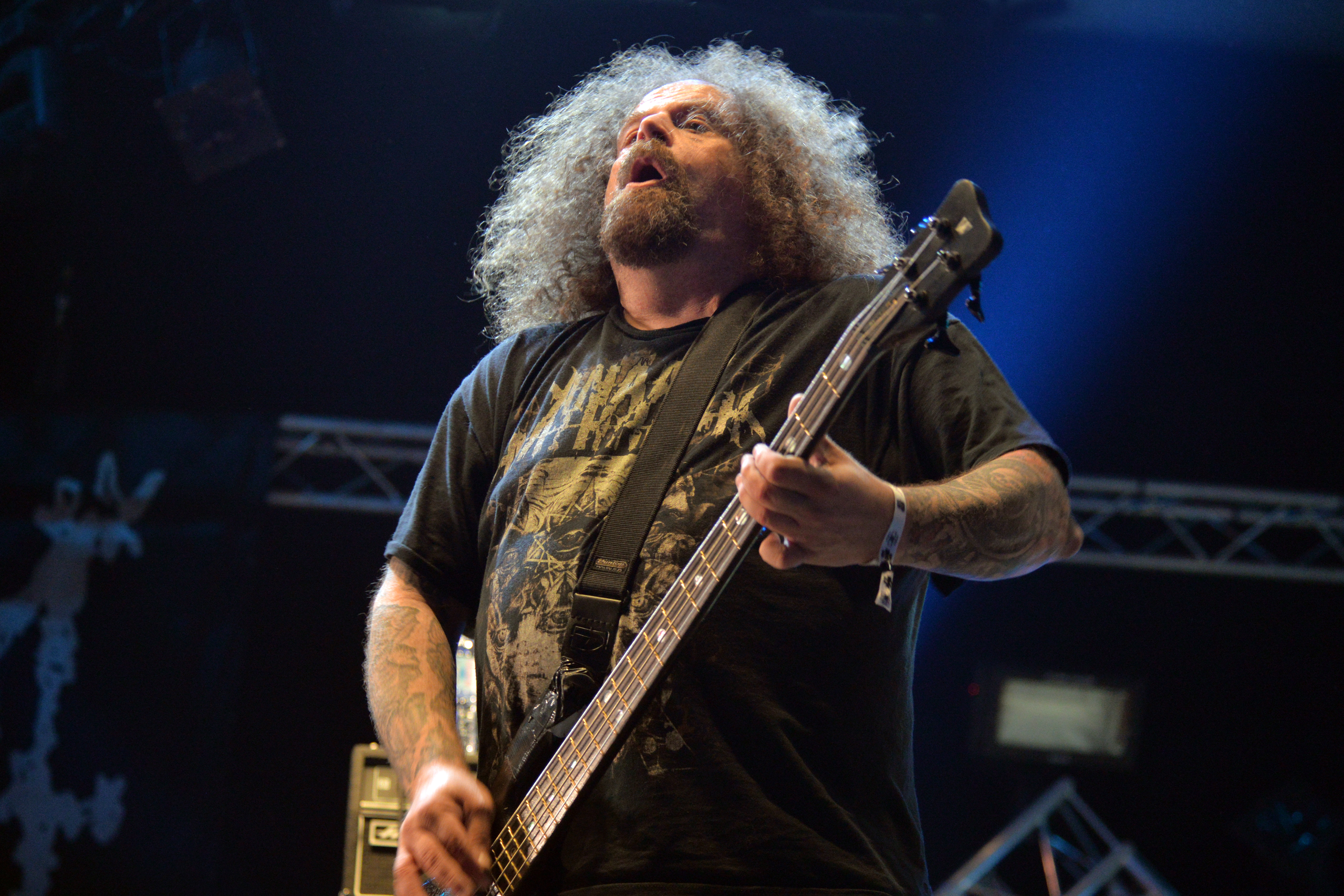
Shane Embury, fondatore del gruppo

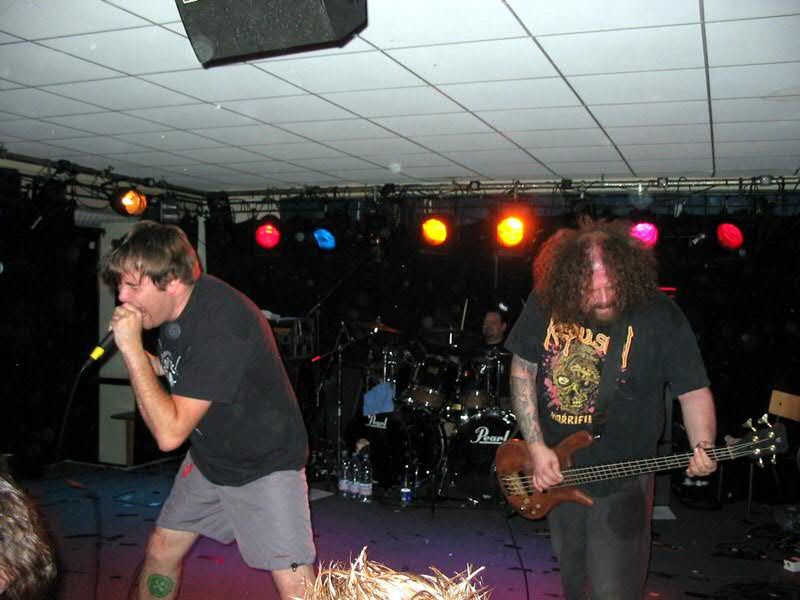
I Napalm Death al Lemon Tree 2007

Dopo la registrazione del demo Ratledge lasciò la band, e fu sostituito da Mick Harris. Il gruppo divenne un trio, con Nic Bullen nelle vesti di bassista oltre che cantante, Broadrick alla chitarra e Harris alla batteria. L'ingresso di Harris portò il gruppo a riarrangiare gran parte dei pezzi e comporne di nuovi, aumentando ulteriormente la velocità e la brutalità del sound.
Dopo aver preso alcuni contatti con Digby Pearson, proprietario della piccola etichetta Earache Records, i Napalm Death firmarono un contratto e registrarono metà delle composizioni che nel 1987 sarebbero state incluse in Scum.
I Napalm Death furono i primi a coniare il termine grindcore per classificare lo stile che suonavano, anche se altri avevano già suonato un genere comunque simile. Gruppi come Siege, Repulsion, Macabre, S.O.B., Lärm, Heresy e Cryptic Slaughter erano molto conosciuti per suonare un genere ultra veloce e brutale. I Napalm Death portarono all'estremo queste caratteristiche, contaminandole con l'attitudine antimusicale e rumorista di gruppi come Throbbing Gristle e Swans.
Per rendere il lavoro più facile a Bullen venne assoldato un bassista, Jim Whitely, così che Bullen potesse concentrarsi esclusivamente sul canto.
Durante un concerto degli Head of David, Broadrick ricevette un'offerta per suonare con loro, e lasciò i Napalm Death. Il gruppo, dunque, perse il chitarrista.

### 1987-1989

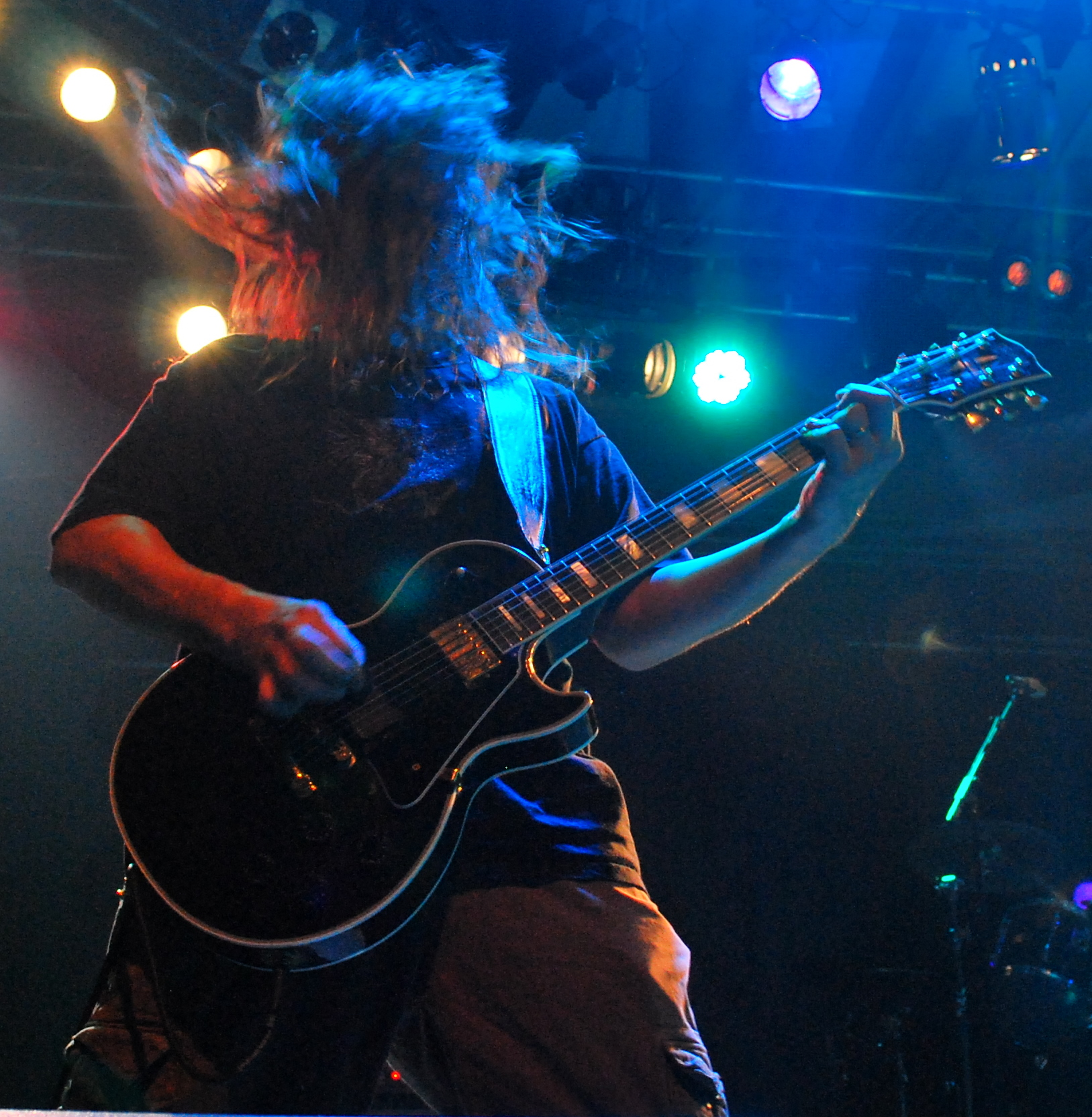
Mitch Harris all'Hammerfest 2010

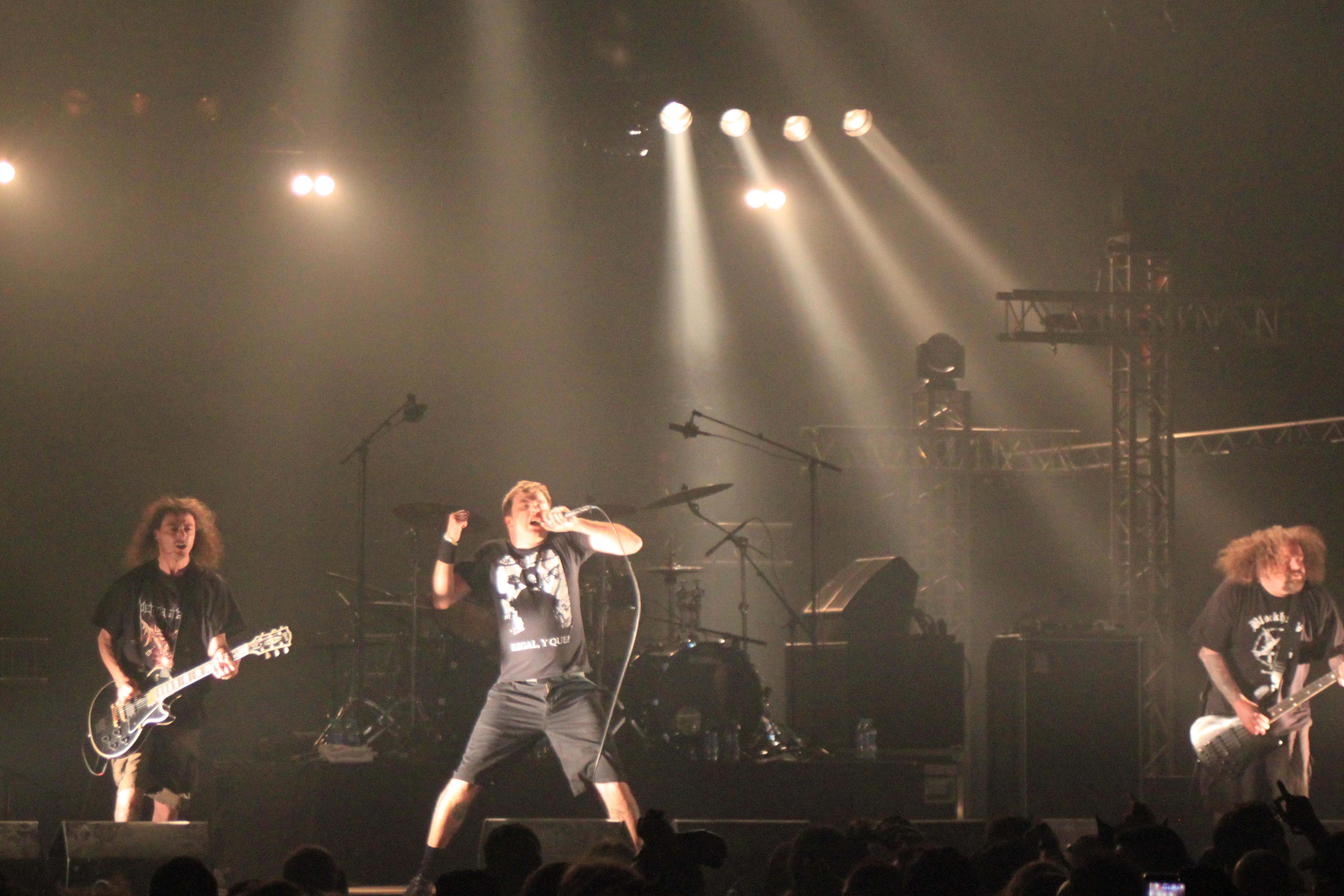
I Napalm Death all'Hellfest 2013

Poco dopo anche Bullen lasciò il gruppo. La band sembrava in procinto di sciogliersi, ed invece venne chiamato il chitarrista Bill Steer, che suonava in un gruppo del posto, i Carcass, rimanendo comunque membro di entrambe le band. Venne reclutato anche un nuovo cantante, Lee Dorrian. Con questo formazione registrarono la seconda metà di Scum presso i Rich Bitch Studios nel maggio del 1987. Il risultato fu finalmente pubblicato dalla Earache. Questo classico distrusse le più logiche strutture musicali, sfornando canzoni come Dragnet, Mind Control, e You Suffer, e divenendo uno dei più seminali lavori nella storia della musica estrema.
Poco dopo il gruppo cominciò un tour, ma i Napalm Death persero un altro componente. Whitely lasciò poco prima del tour di supporto a Scum. Il suo posto venne preso da Shane Embury, un fan dei Napalm Death conosciuto per essere il batterista degli Unseen Terror. Dopo questo piccolo cambiamento, la band prese parte a due compilation, (North Atlantic Noise Attack e Pathological), registrò due "Peel sessions" ed uno split 7" coi grinder giapponesi S.O.B.. Alla fine rientrarono nei Rich Bitch Studios per registrare il secondo disco, From Enslavement to Obliteration.
In seguito alla pubblicazione, i Napalm Death parteciparono alla BBC's Arena Heavy Metal Special, che mostrò l'indiscutibile spessore della band. Successivamente il gruppo cominciò un tour attorno al mondo, ma appena tornati dal Giappone, nel luglio 1989, Steer e Dorrian lasciarono la band. Steer decise di dedicarsi a tempo pieno ai Carcass, mentre Dorrian fondò il gruppo doom metal dei Cathedral. In breve, i membri rimasti nei Napalm Death contattarono Jesse Pintado (ex-Terrorizer). Un nuovo cantante, Mark "Barney" Greenway dei Benediction, venne inoltre chiamato ed accettò immediatamente.
Dopo il reclutamento dei nuovi membri, la band prese parte al "Grindcrusher Tour", con altri mostri sacri del metal estremo come Carcass, Bolt Thrower e Morbid Angel. Dopo il tour venne chiamato un secondo chitarrista, Mitch Harris (ex Righteous Pigs), e cominciarono a scrivere il materiale per un nuovo disco. Vennero aiutati dall produttore statunitense Scott Burns, che viveva e lavorava in Florida, e registrarono principalmente al Morrisound Recording.

### 1990-1994

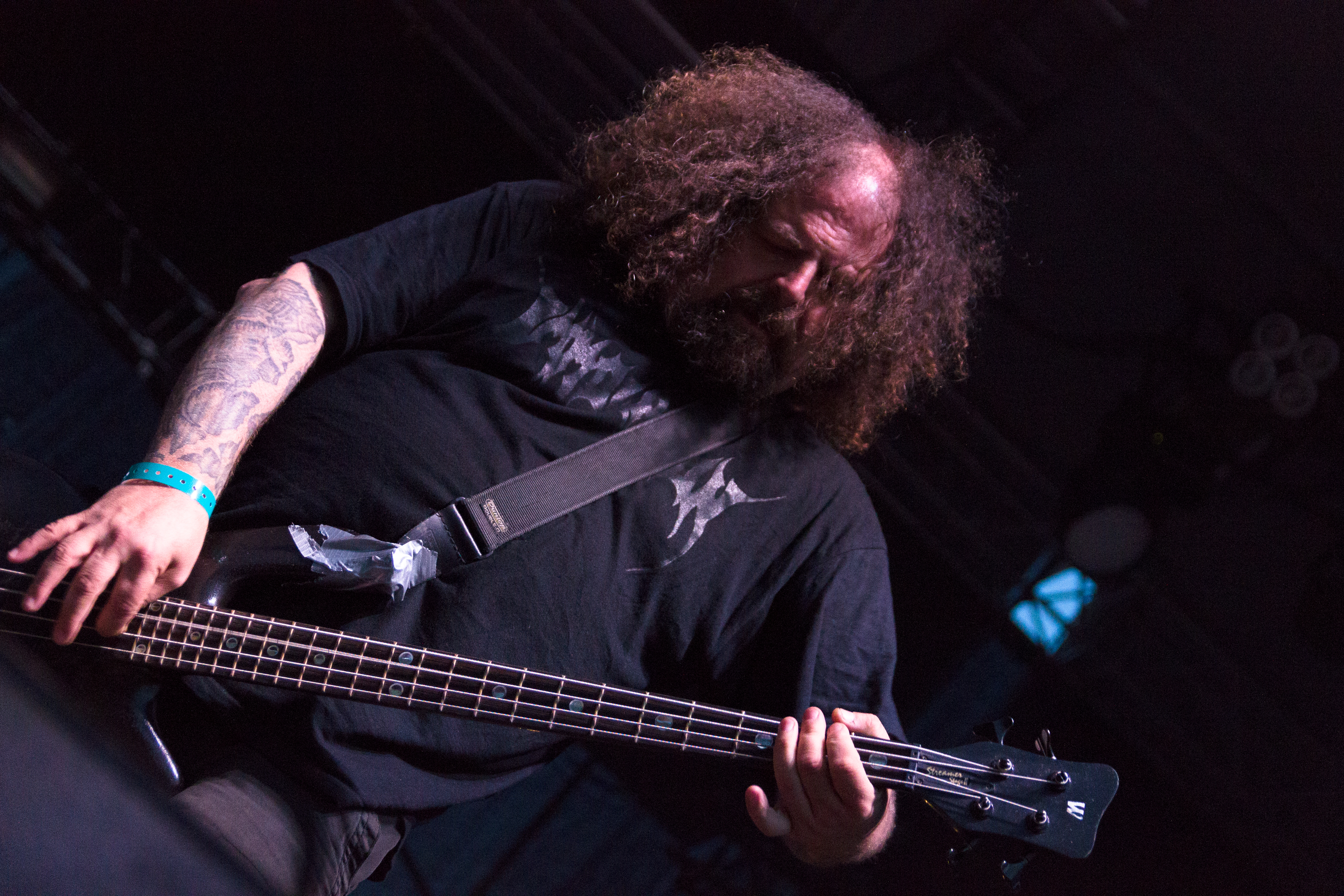
Shane Embury al Ursynalia Warsaw Student Festival 2015

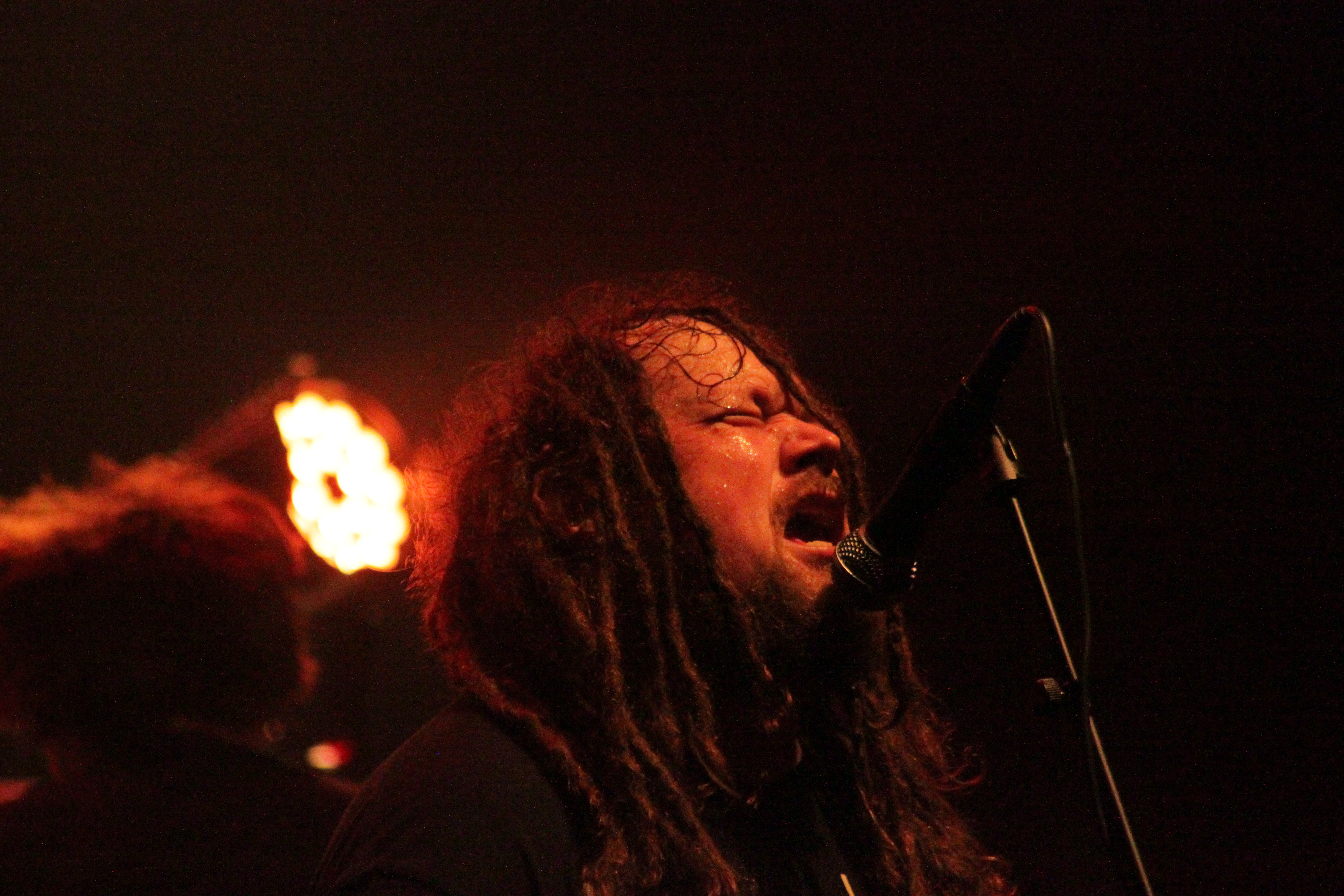
John Cooke al Muscadeath 2016

In Florida cominciarono a lavorare al terzo album, Harmony Corruption. Il loro stile cambiò leggermente, dal grindcore passarono ad un mix tra questo ed il death metal, con un ritmo più lento e maggiori parti ritmate. I cambiamenti comunque risultarono apprezzabili, tanto che il disco fu nuovamente un successo. Durante il tour che ne seguì registrarono alcuni concerti per poi produrre una VHS intitolata Live Corruption.
Successivamente Mick Harris volle cambiare nuovamente stile, ma trovò l'opposizione dei suoi compagni che furono costretti a cacciarlo. Uno sconosciuto batterista statunitense venne chiamato per rimpiazzarlo, Danny Herrera. I Napalm Death pubblicarono un nuovo disco, Utopia Banished, stavolta col produttore Colin Richardson. Questa pubblicazione risultò come un ritorno alle origini.
Dopo la registrazione di un EP, The World Keeps Turning, il gruppo fece un tour in Europa coi Dismember e gli Obituary. Il tour continuò negli Stati Uniti, dove i Napalm Death suonarono coi Cathedral, i Carcass ed i Brutal Truth.
Successivamente entrarono in studio per registrare Fear, Emptiness, Despair. Questa volta i cambiamenti furono maggiori, senza comunque perdere in pesantezza e aggressività. Era chiaro che il tentativo era quello di far apparire il loro sound più fresco e moderno. Dei riff più ritmici ed una struttura al limite dell'industrial, sempre condita con gli elementi grindcore, furono gli ingredienti dell'album. Il successivo tour fu accompagnato dagli Entombed, nuovamente dagli Obituary e dai Machine Head.

### 1994-2001

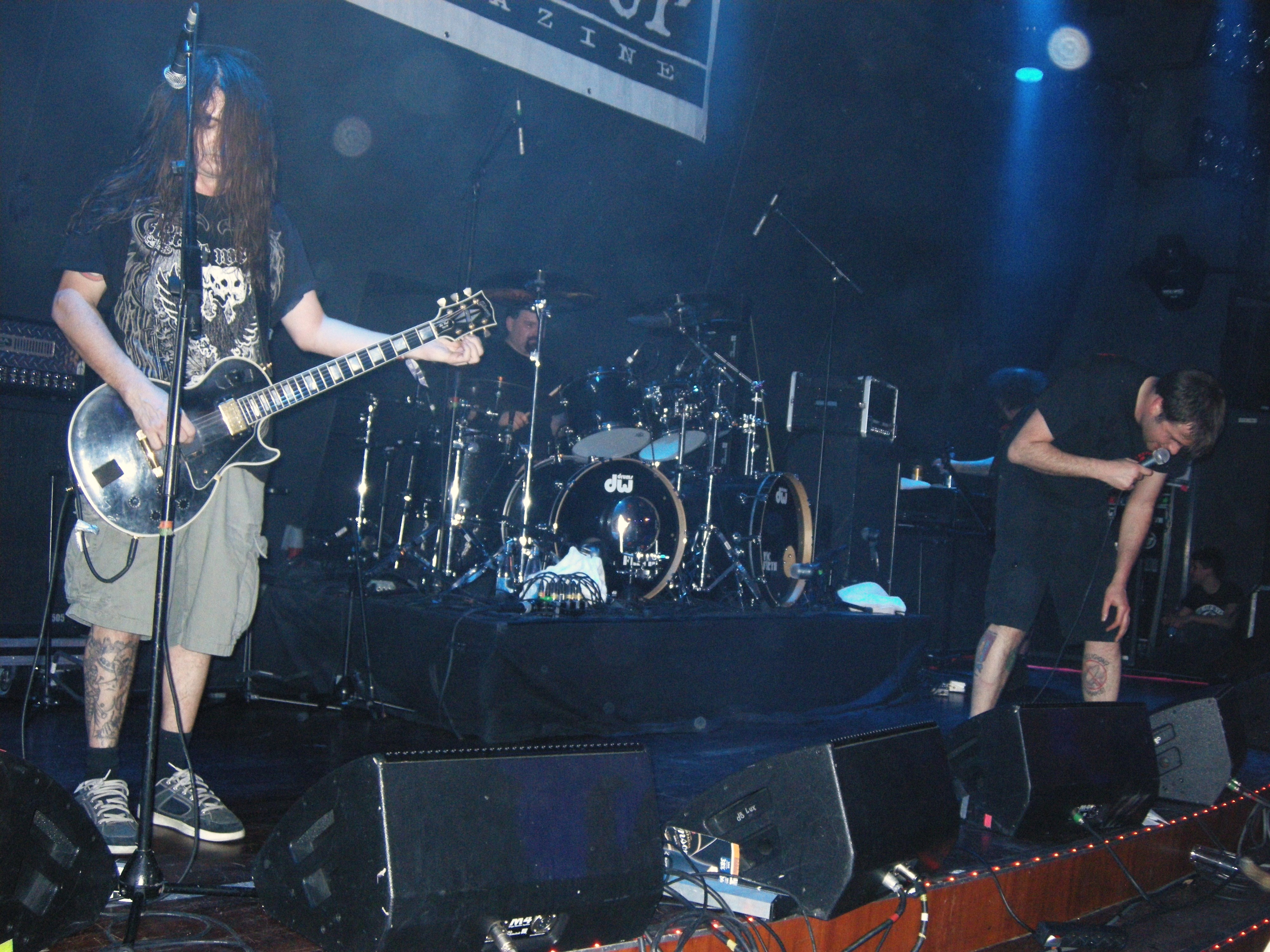
I Napalm Death al The Close-Up nel 2011

L'EP Greed Killing fu la pubblicazione successiva su Earache Records. Dopo l'anteprima dell'EP, venne lanciato anche un nuovo full-length, Diatribes. Ma delle incomprensioni fra Greenway ed il resto del gruppo fecero in modo che il cantante venisse allontanato alla fine del 1996. Greenway andò a cantare negli Extreme Noise Terror, e in risposta il cantante di questi ultimi, Phil Vane, divenne il nuovo frontman dei Napalm Death. Ma la situazione non migliorò, e Vane venne escluso dalla band appena prima dell'ingresso in studio per la registrazione del nuovo disco; così Greenway tornò a far parte dei Napalm Death.
L'album Inside the Torn Apart fu un passo indietro nella sperimentazione e risultò il primo segno di un ritorno verso l'antico, ma mai dimenticato approccio grindcore. Questo ritorno venne completato dai successivi Words from the Exit Wound e Enemy of the Music Business. Quest'ultimo disco mostrò la rabbia del gruppo verso l'industria discografica, e in particolar modo verso la Earache. Dopo questa pubblicazione, il bassista della band decise di creare una propria etichetta.

### 2004-oggi
Nel 2004 registrarono un album di cover, Leaders Not Followers: Part 2, il seguito di un precedente EP, anch'esso di sole reinterpretazioni. Il disco conteneva rifacimenti di vecchie canzoni hardcore punk e metal, inclusi gruppi come Agnostic Front, Cryptic Slaughter, Massacre, Kreator, Sepultura, Hirax e Discharge.
Per problemi personali però, Pintado non poté suonare su Leaders Not Followers: Part 2, e lasciò i Napalm Death all'inizio del 2004.
Nell'aprile del 2005 fu pubblicato il nuovo album, The Code Is Red...Long Live the Code. Il disco conteneva, tra le altre cose, duetti con Jeff Walker (ex-Carcass), Jamey Jasta (Hatebreed) e Jello Biafra (ex-Dead Kennedys), e risultava un ulteriore passo verso la brutalità delle origini, ristabilendo la band come vero e proprio gruppo grindcore.
Nel 2006 uscì Smear Campaign, altro album che prediligeva le sonorità grindcore delle origini a quelle death metal.
Nel 2009 uscì Time Waits for No Slave, con cui i Napalm Death continuano il riavvicinamento al grindcore, in quest'album più maturo.
Nel 2012 uscì Utilitarian, album deathgrind che parla della recente crisi economica.
Nel 2015 uscì Apex Predator - Easy Meat, album più vicino all'hardcore punk estremo, mentre si sono ormai estinte le sonorità death metal.

## La FETO Records
Nel 2002, Shane Embury fondò la FETO Records assieme a Mick Kenney degli Anaal Nathrakh. Come nome dell'etichetta, scelsero l'acronimo del secondo album dei Napalm Death, From Enslavement to Obliteration.
Nei primi 2 anni di attività, l'etichetta produsse quasi esclusivamente dischi dei Napalm Death: l'album Order of the Leech, ancora corrosivo nei riguardi dell'industria discografica, per il mercato britannico (l'edizione statunitense fu invece affidata alla Spitfire Records), al quale seguirono il mini CD The Leech Sampler e il live Punishment in Capitals nel 2003, registrato il 12 aprile 2002 a Londra.
Dal 2006 l'attività dell'etichetta si è ampliata notevolmente, iniziando a produrre sia progetti paralleli dei due fondatori come il disco eponimo degli Exploder, The Inferno dei Professor Fate, il quarto album dei Mistress The Glory Bitches of Doghead in cui partecipava Kenney e Violent Reprisal dei Lock Up in cui partecipava Embury, sia contrattualizzando nuove band, tra le quali gli inglesi Ramesses, Nyia e Theoktony, i giapponesi 324, e gli italiani Cripple Bastards (preminenti nella scena grindcore).
Nel gennaio del 2008 l'etichetta annunciò il calendario del primo festival From Enslavement to Obliteration Fest (in breve F.E.T.O. Fest, talvolta scritto FETO Fest), che fu organizzato a Londra il 2 maggio 2008. Altre edizioni del festival sono state organizzate negli anni successivi.

## Idee politiche
I Napalm Death sono sempre stati un gruppo politicizzato, che affonda le proprie radici ideologiche nell'anarchismo. Non hanno mai dichiarato di essere comunisti, a differenza di quello che molti credono, definendosi invece indipendenti dalle idee di destra e di sinistra. Altro punto fermo del loro pensiero è un forte nichilismo, che li ha sempre spinti ad andare contro tutti i modelli precostituiti. Inoltre sono fortemente anti-fascisti, tanto da aver inciso un singolo, Nazi Punks Fuck Off nel 1993, i quali proventi sono stati devoluti interamente ad associazioni anti-fasciste.

## Formazione

### Formazione attuale
- Mark Greenway - voce (1989-1996, 1997-presente)
- Mitch Harris - chitarra, cori (1990-presente, dal 2014 solo in studio)
- Shane Embury - basso (1987-presente)
- Danny Herrera - batteria (1991-presente)

### Turnisti
- John Cooke – chitarra, cori (2014-presente)
- Jesper Liveröd – basso (2017)

### Ex componenti
- Nicholas Bullen - voce, basso (1981-1987)
- Marian Williams - voce (1984)
- Lee Dorrian - voce (1987-1989)
- Phil Vane - voce (1996-1997)
- Simon Oppenheimer - chitarra (1981-1982)
- Daryl Fedeski - chitarra (1982-1983)
- Graham Robertson - chitarra, basso (1982-1985)
- Damien Errington - chitarra (1985)
- Justin Broadrick - chitarra (1985-1987)
- Frank Healy - chitarra (1987)
- Bill Steer - chitarra (1987-1989)
- Jesse Pintado - chitarra (1989-2004)
- Finbar Quinn - basso (1983-1985)
- Peter Shaw - basso (1985-1987)
- Jim Whitely - basso (1987)
- Miles Ratledge - batteria (1981-1985)
- Mick Harris - batteria (1985-1991)

## Discografia
Album in studio
- 1987 – Scum
- 1988 – From Enslavement to Obliteration
- 1990 – Harmony Corruption
- 1992 – Utopia Banished
- 1994 – Fear, Emptiness, Despair
- 1996 – Diatribes
- 1997 – Inside the Torn Apart
- 1998 – Words from the Exit Wound
- 2000 – Enemy of the Music Business
- 2002 – Order of the Leech
- 2005 – The Code Is Red...Long Live the Code
- 2006 – Smear Campaign
- 2009 – Time Waits for No Slave
- 2012 – Utilitarian
- 2015 – Apex Predator - Easy Meat
- 2020 – Throes of Joy in the Jaws of Defeatism

Album di cover
- 2004 – Leaders Not Followers: Part 2

Album dal vivo
- 1989 – Live
- 1993 – Live Corruption
- 1998 – Bootlegged in Japan
- 2003 – Punishment in Capitals

EP
- 1988 – The Curse
- 1989 – Mentally Murdered
- 1990 – Suffer the Children
- 1991 – Mass Appeal Madness
- 1992 – The World Keeps Turning
- 1995 – Greed Killing
- 1997 – Breed to Breathe
- 1999 – Leaders Not Followers

Raccolte
- 1991 – Death by Manipulation
- 2000 – The Complete Radio One Sessions
- 2003 – Noise for Music's Sake
- 2016 – The Best of Napalm Death

Singoli
- 1987 – The Peel Sessions
- 1992 – Malignant Trait
- 1993 – Nazi Punks Fuck Off
- 1994 – More Than Meets the Eye
- 2012 – Analysis Paralysis

Split
- 1989 – Napalm Death / S.O.B.
- 1989 – Split with Electro Hippies
- 1990 – Split with Naked City
- 1996 – Cursed to Tour (con gli At the Gates)
- 1996 – In Tongues We Speak (con i Coalesce)
- 2005 – Tsunami Benefit CD-Single (con The Haunted e Heaven Shall Burn)
- 2012 – Converge / Napalm Death
- 2015 – Forever Mountain / Phonetics for the Stupefied (con i Voivod)
- 2016 – Like Piss to a Sting (con i Melt Banana)

Demo
- 1982 – Punk Is a Rotting Corpse
- 1983 – Kak
- 1983 – Unpopular Yawns of Middle Class Warfare
- 1985 – Hatred Surge
- 1986 – Scum
- 1986 – From Enslavement to Obliteration

## Videografia

### DVD
- 1990 – Live Corruption
- 2003 – Punishment in Capitals